# Gian Antonio Girelli
Gian Antonio Girelli (Salò, 15 settembre 1962) è un politico italiano, consigliere regionale della Lombardia dal 2010 al 2022 e deputato alla Camera dal 2022.

## Biografia
Nacque il 15 settembre 1962 a Salò, in provincia di Brescia. Residente a Barghe, da giovane militò nella Democrazia Cristiana diventando consigliere del proprio comune nel 1987. Dopo le amministrative del 1992 divenne assessore e l'anno dopo fu eletto sindaco.
Nel 1994 aderì al Partito Popolare Italiano (PPI) di Mino Martinazzoli, mentre l'anno seguente fu eletto alla presidenza della Comunità montana della Valle Sabbia.
Alle amministrative del 1997, che per Barghe furono le prime ad elezione diretta del sindaco, fu confermato alla carica. Fu eletto primo cittadino anche alle elezioni del 2001. L'anno dopo aderì alla Margherita (DL) e al congresso provinciale del partito fu eletto alla carica di segretario.
Alle elezioni provinciali del 2004 fu eletto consigliere per la "Civica Margherita" nel collegio di Vobarno-Vestone e si dimise dalla presidenza della Comunità Montana.
Nel 2007 aderì al Partito Democratico (PD). Nel 2010 fu eletto consigliere regionale nel collegio di Brescia con 9 531 preferenze. Fu confermato alle regionali del 2013 e del 2018, sempre nella circoscrizione della provincia bresciana. Nell'aprile 2013 fu nominato presidente della commissione speciale antimafia della Regione, mentre nel 2020 fu nominato presidente della commissione regionale d'inchiesta sulla pandemia di COVID-19.
Alle politiche del 25 settembre 2022 fu eletto alla Camera dei deputati nel collegio plurinominale Lombardia 3-02 ed entrò a far parte della XII Commissione permanente degli Affari Sociali. Nel novembre seguente si dimise dalla carica di consigliere regionale.
Nel corso della XIX legislatura divenne della 12ª Commissione Affari sociali e vicepresidente della Commissione parlamentare d'inchiesta sull'emergenza sanitaria epidemiologica da SARS-CoV-2. Assieme a Sara Ferrari presentò una proposta di legge costituzionale per cambiare la denominazione della Camera in "Camera dei deputati e delle deputate" in nome dell'inclusività e della parità dei sessi.